# Madre de las Marismas
La Madre de las Marismases un curso fluvial de unos 30km de longitud perteneciente a la cuenca hidrográfica del Guadalquivir, que discurre en su totalidad por la zona sureste de la provincia de Huelva. Nace en el municipio de Almontey sirve de límite entre dicho municipio e Hinojos, dentro del parque nacional de Doñana. 

## Curso
La Madre de las Marismas nace en el Charco de la Boca, situado junto a la aldea de El Rocío, laguna en la que desemboca el arroyo de la Rocina, principal afluente de la Madre de las Marismas. Realiza un recorrido en dirección noroeste-sureste a lo largo de unos 30 km  hasta su confluencia con el río Guadalquivir a través del caño o canal de Brenes.
Las fuentes del Caño Madre proceden de una red fluvial constituida por pequeños arroyos de carácter estacional que de forma natural vierten al cauce del Caño Madre a través, en su mayor parte, del arroyo de la Rocina y de forma minoritaria por el arroyo del Partido. Toda la red se asienta sobre el extenso sistema acuífero Almonte-Marismas, constituido, desde el punto de vista geológico, por una alternancia de materiales detríticos con intercalaciones de limos y arcillas depositados durante el Pliocuaternario sobre un substrato regional de muy baja permeabilidad.